# Trobades d'Escoles en Valencià

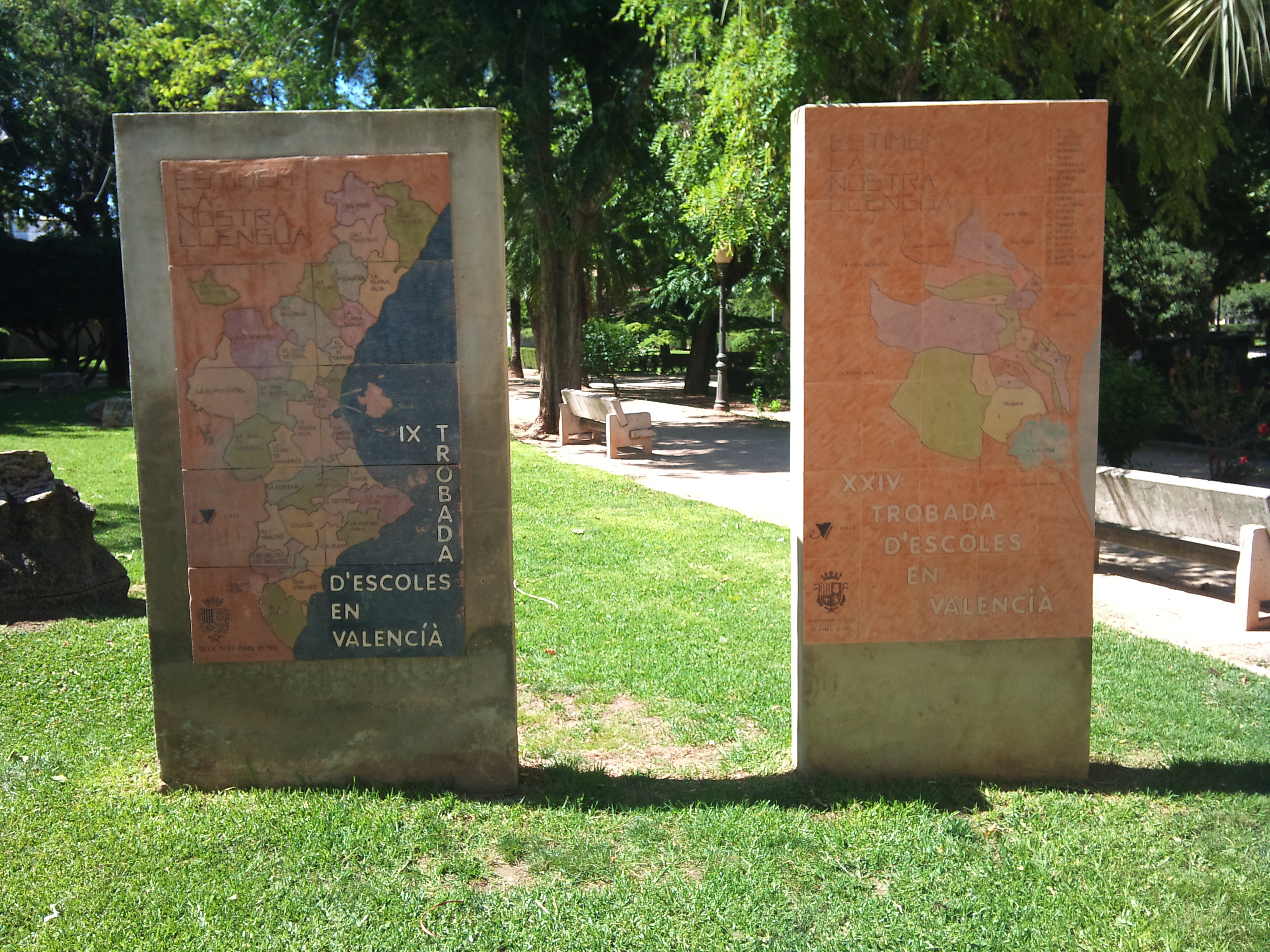
Monuments a les trobades d'Escoles en Valencià a Silla, Horta Sud.

Les Trobades d'Escoles en Valencià, o simplement les Trobades, són aplecs de caràcter festiu i reivindicatiu organitzades per la federació Escola Valenciana i que se celebren des del 1986, sent les trobades de La Xara i Benifaió, celebrades la primaveral del mateix any, les primeres Trobades d'Escoles en valencià de la història.
Les Trobades són festes per la llengua realitzades cada any en una vintena de comarques del País Valencià, una manifestació cultural que reuneix fins a 200.000 persones entre mestres, xiquets, xiquetes, pares i mares a les diferents Trobades arreu del País. S'organitzen diverses activitats al voltant de la Trobada on participen les diverses escoles de la comarca, com ara cercaviles, concursos, tallers, espectacles o exposicions.
Cada any les Festes per la Llengua van encapçalades per un lema i una imatge, que el prestigiós dissenyador Xavier Mariscal ha plasmat fins a l'any 2013 en els cartells i en els milers de samarretes que llueix la gent que assisteix a les Trobades.

## Galeria

### Estimem la nostra llengua: mural de les trobades d'escoles en valencià

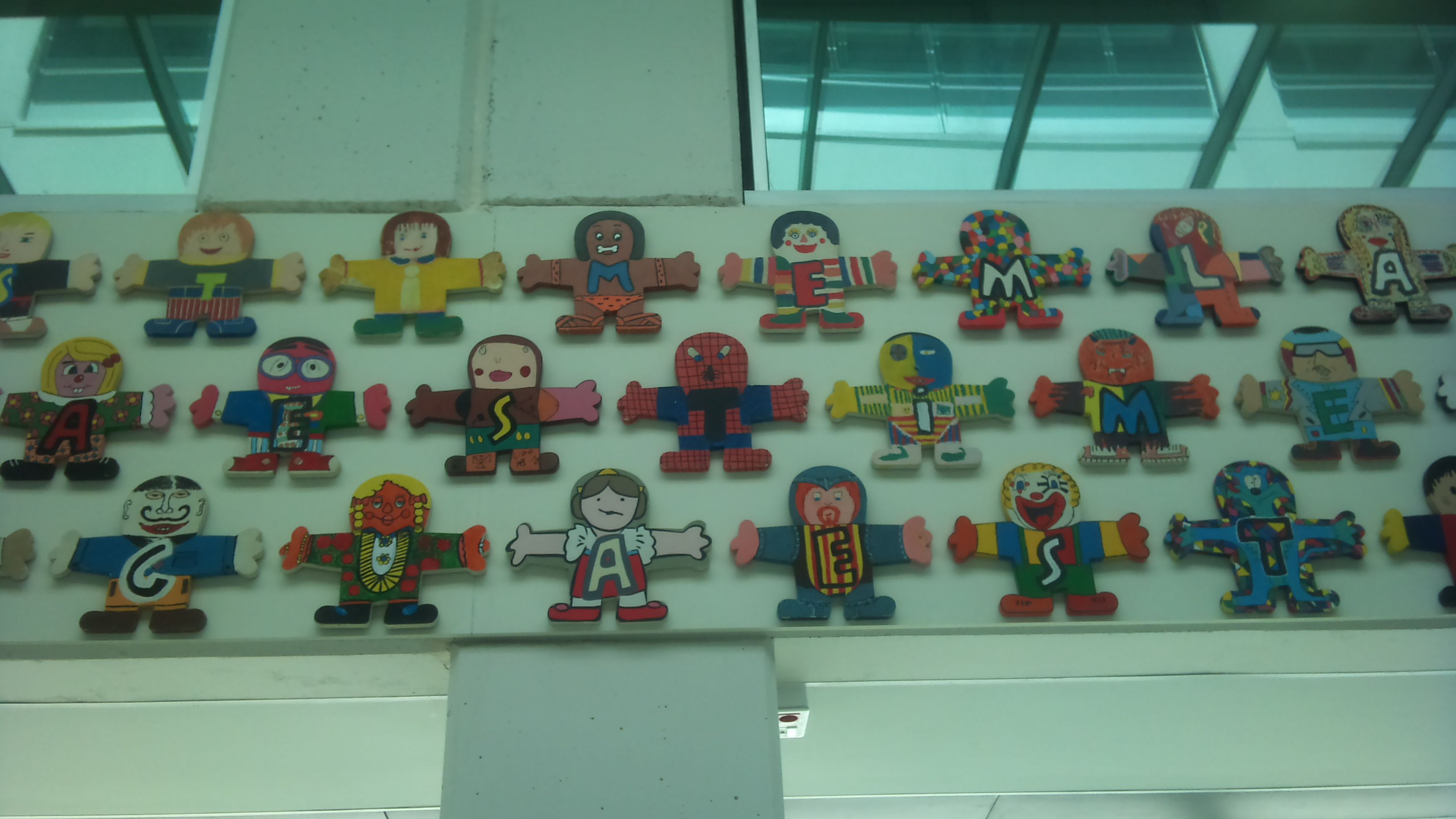
Vista parcial del mural realitzat per Xavier Mariscal i els estudiants de les escoles en valencià, a la "Trobada d'escoles en valencià" de l'any 1995.
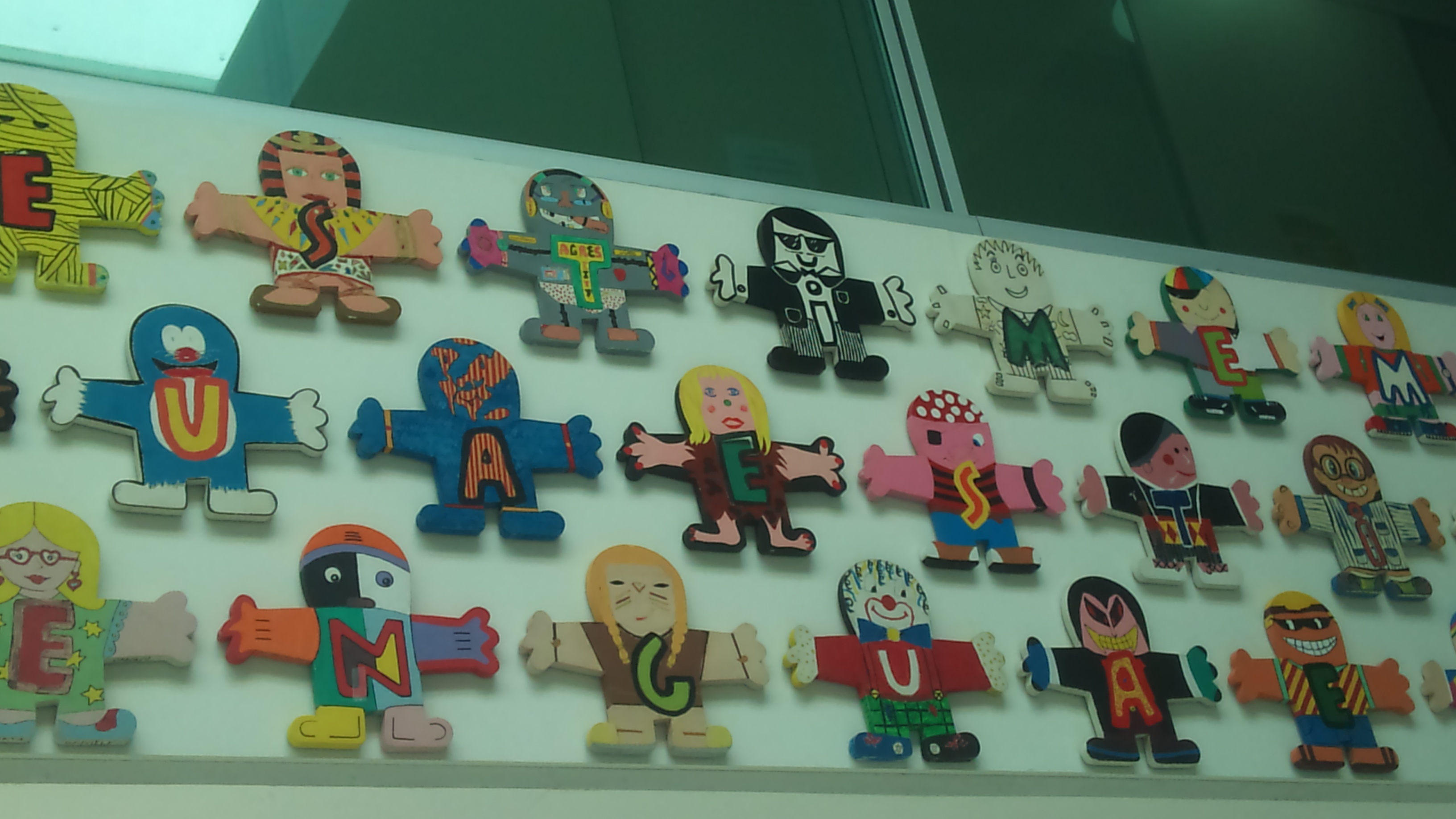
Vista parcial del mural realitzat per Xavier Mariscal i els estudiants de les escoles en valencià, a la "Trobada d'escoles en valencià" de l'any 1995.
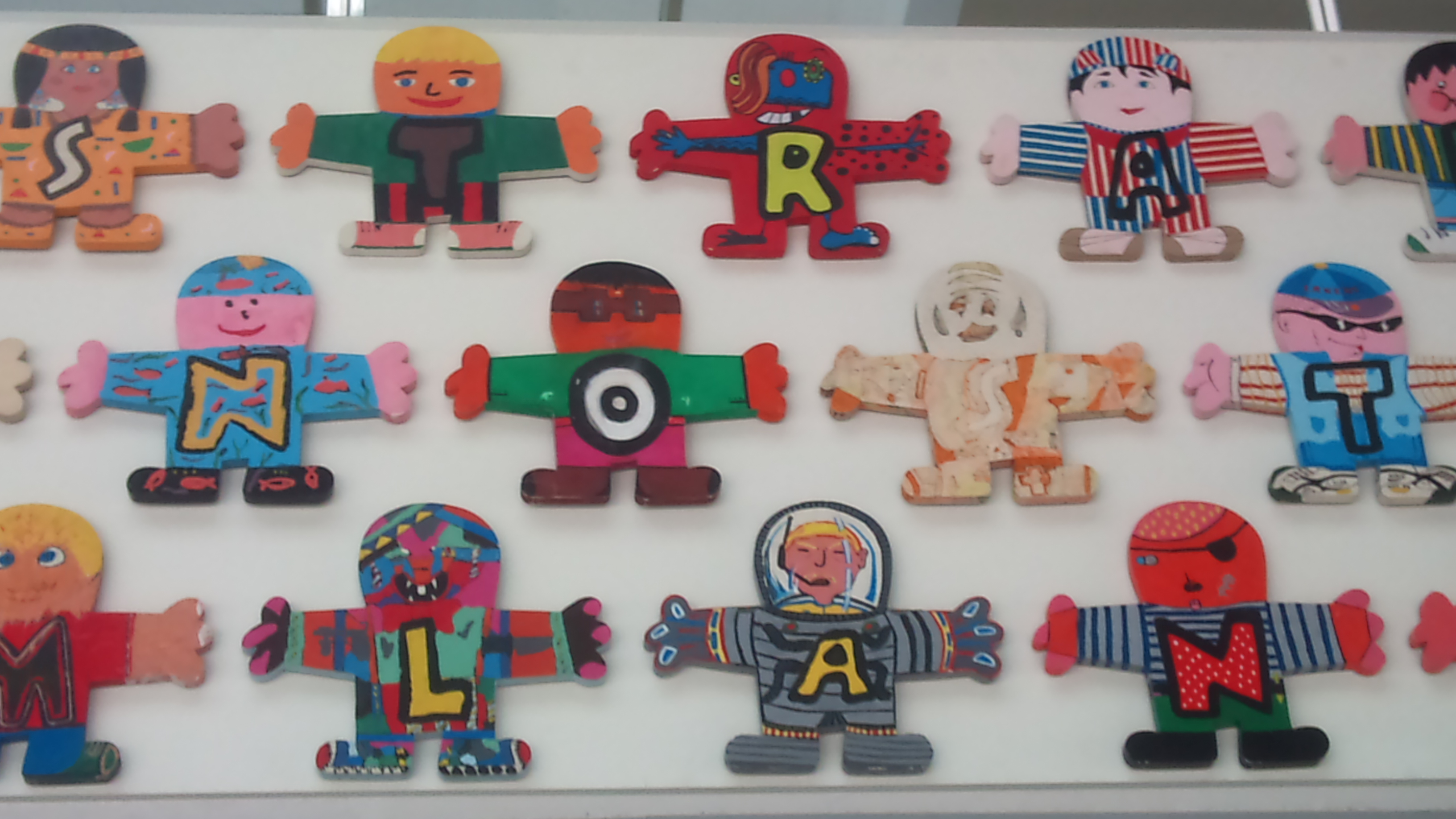
Vista parcial del mural realitzat per Xavier Mariscal i els estudiants de les escoles en valencià, a la "Trobada d'escoles en valencià" de l'any 1995.

### Vídeos
- Reportatge de les trobades de Balones en 2013 realitzat per treballadors despatxats d'RTVV.